# 朴容国
朴容国（パク・ヨングク、1920年 - 没年不明）は、朝鮮民主主義人民共和国（北朝鮮）の政治家。朝鮮労働党の甲山派に属していた。

## 略歴
咸鏡南道出身。1948年9月の朝鮮民主主義人民共和国の建国に参加する。朝鮮労働党の党国際部長、党書記、朝鮮民主青年同盟委員長などの要職を歴任する。1967年に唯一思想体系が採択されて金日成の独裁体制が強化されると甲山派は粛清されて失脚した。